# Host
Un host (in inglese colui che ospita) è un nodo in una rete di computer o in una rete di telecomunicazioni. Si tratta di un termine utilizzato in informatica, con diversi significati.

## Caratteristiche
Host è un termine relativo: la traduzione letterale dall'inglese significa "oste" o "ospite", ma il significato pratico dipende dal contesto. In informatica, a volte è confuso con remote (remoto in italiano), ma un servizio o una periferica possono essere ospiti pur non essendo remoti.
Un nodo ospite può essere di diverso tipo, ad esempio computer, palmari, dispositivi mobili e così via, fino ad includere web TV, dispositivi domestici e thin client. Il nodo ospite è definito in questo modo perché ospita programmi di livello applicativo che sono sia client (ad esempio browser web, reader di posta elettronica) sia server (ad esempio, web server). Pertanto, a seconda del contesto, un host può essere sia un dispositivo client (endpoint) che un servizio server (in questo caso solitamente ci si riferisce meno alla macchina server). Oppure, l'host è il servizio (tipicamente ma non esclusivamente di tipo web) a cui si è connessi (es. videoconferenza, assistenza remota, chat, portale documentale, ecc.) e che solitamente è in corso di esecuzione su un dispositivo remoto, servizio tipicamente con funzioni amministrative o privilegi server.
In pratica, l'host è il "corrispondente" da raggiungere o cui si è collegati (servizio, sistema/applicazione, utente/amministratore, periferica, dispositivo/macchina/infrastruttura), in una connessione. Essendo un termine multisignificato a seconda del contesto, in astratto, l'host potrebbe anche essere fisicamente incluso nello stesso sistema/dispositivo che contiene il nodo di partenza.

### Terminologia sostitutiva
Host è un sostantivo specialistico, non comunemente adoperato dalla massa di persone che usa l'informatica. Al suo posto, senza perdere eccessivamente accuratezza, si può usare (ma sempre nell'ambito di una rete informatica): risorsa, asset, dispositivo, apparato, periferica, servizio. Nodo (di rete) è invece un termine generico che, quindi, è idoneo nei casi non si conosca quello preciso.

## Data center
Nel linguaggio sistemistico di chi amministra architetture complesse si usa spesso il termine host per indicare le singole istanze di servizi (applicazioni) che sono erogate, invece, dagli apparati di elaborazione cioè le macchine server fisiche. Dato che questi servizi sono implementati da server virtuali vengono designati come host. Più in generale, nel network monitoring gli host (individuati dal loro indirizzo IP) sono gli oggetti dell'infrastruttura, sottoposti a monitoraggio permanente mediante strumenti specifici, quali: apparati fisici (server, workstation, router, switch, stampanti), servizi, endpoint quali i client (desktop, dispositivi mobili,  ecc.).
All'opposto, in altri contesti, l'host è il servizio o il dispositivo o un altro oggetto (una firma digitale di attivazione o uno script) di dominio che deve essere raggiunto dagli endpoint.

## In Internet
Ogni nodo di Internet ha un indirizzo IP univocamente assegnato. All'interno di una LAN, gli indirizzi IP possono essere assegnati manualmente dall'amministratore di rete (IP statico) oppure, come in genere accade, in maniera automatizzata attraverso un server DHCP, tipicamente installato su un router, preposto al rilascio di indirizzi, maschera di sottorete, gateway e DNS ai client che ne facciano richiesta. Uno stesso nodo può agire contemporaneamente da client e da server, in particolare nelle applicazioni peer to peer (esempio Napster, Kazaa, eMule, Direct Connect etc.). In pratica, l'indirizzo IP host è quello con cui si deve stabilire o si è stabilita una connessione e che può essere o client o server a seconda dei casi.

## Comunicazione
In telematica l'host è il mittente o il destinatario della transazione.